# Brouwerij De Halve Maan

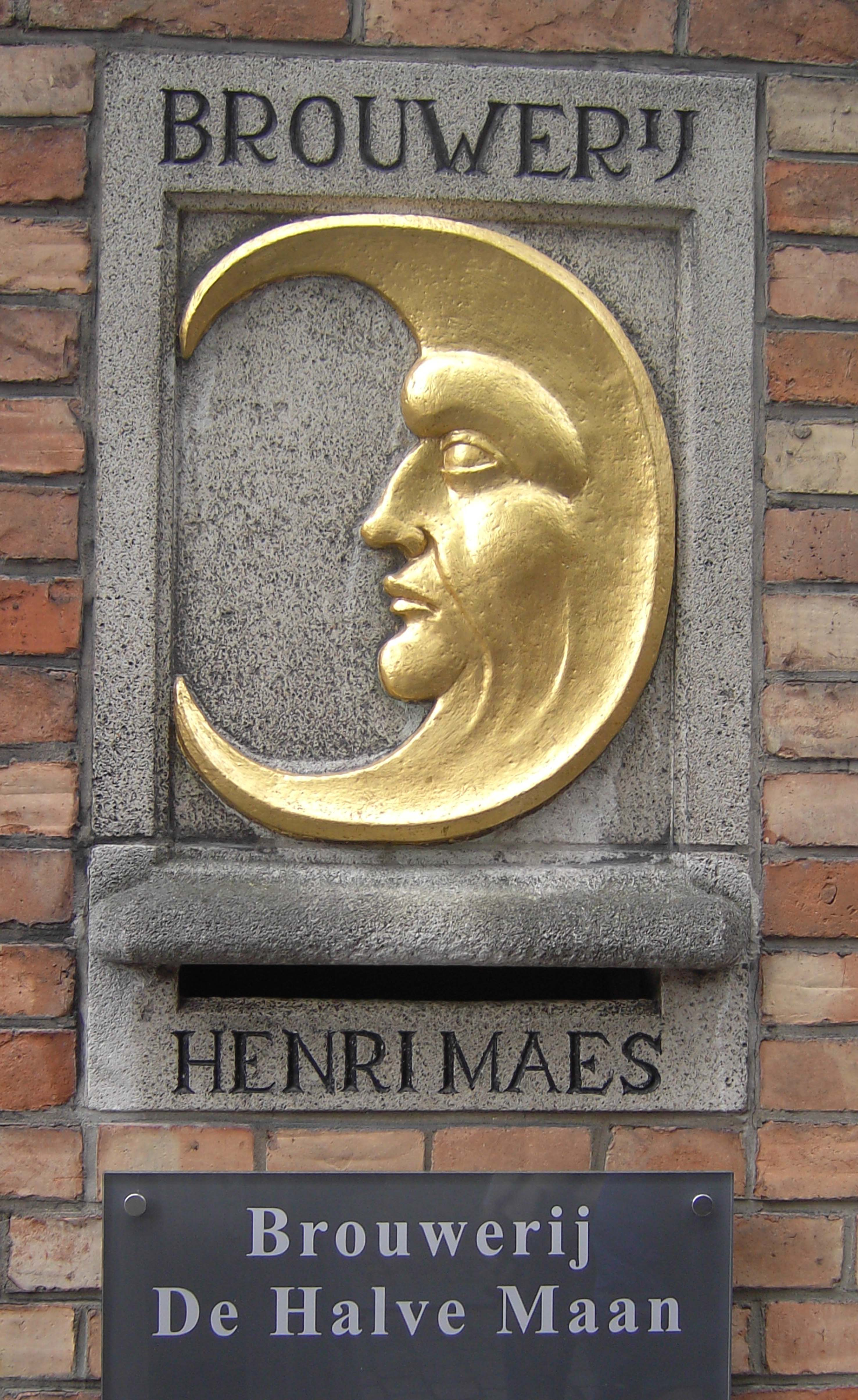
Brouwerij De Halve Maan

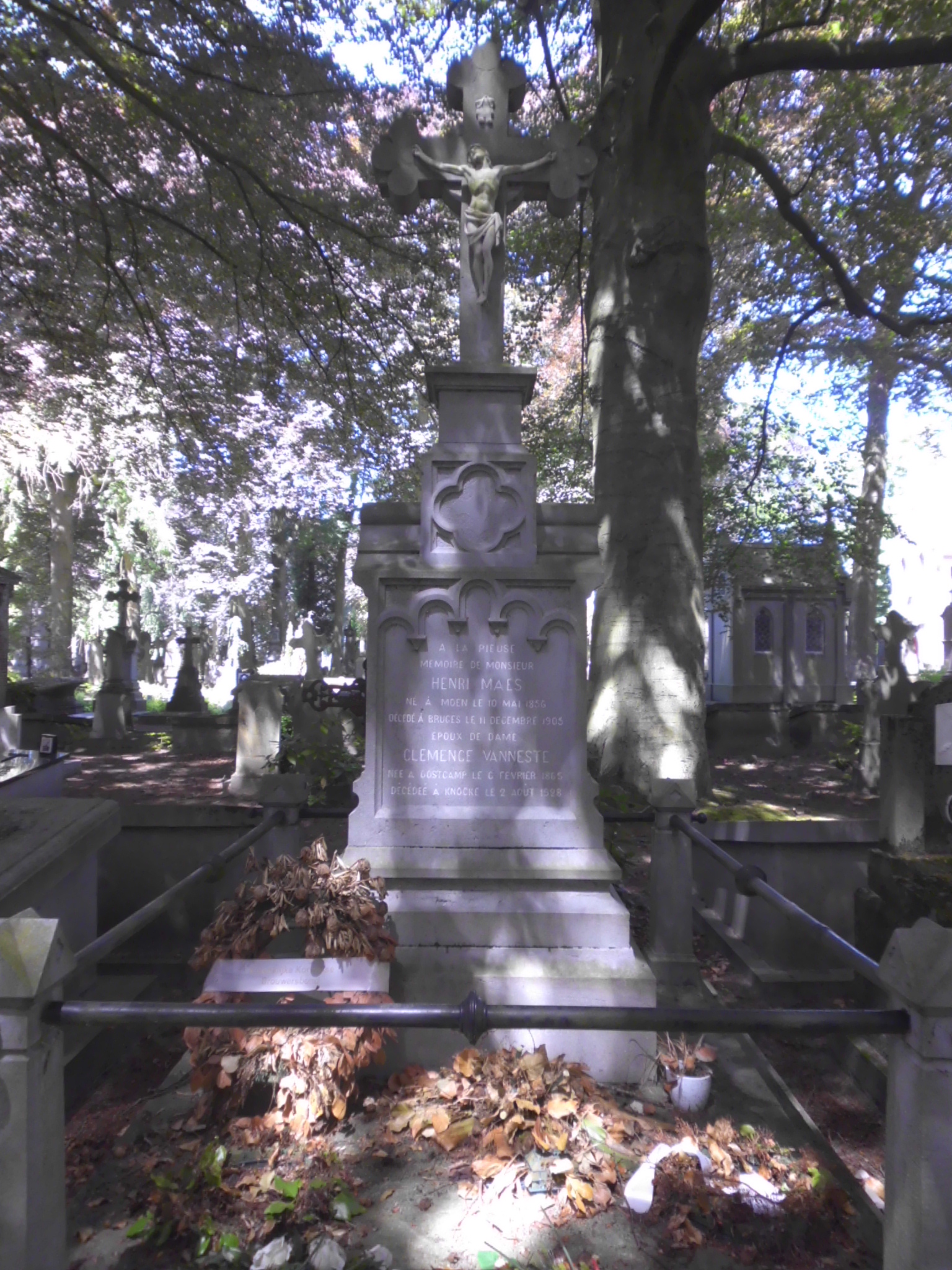
Grafmonument van de familie Henri Maes op de Centrale Begraafplaats (Brugge) (vak 45, hoofdgang).

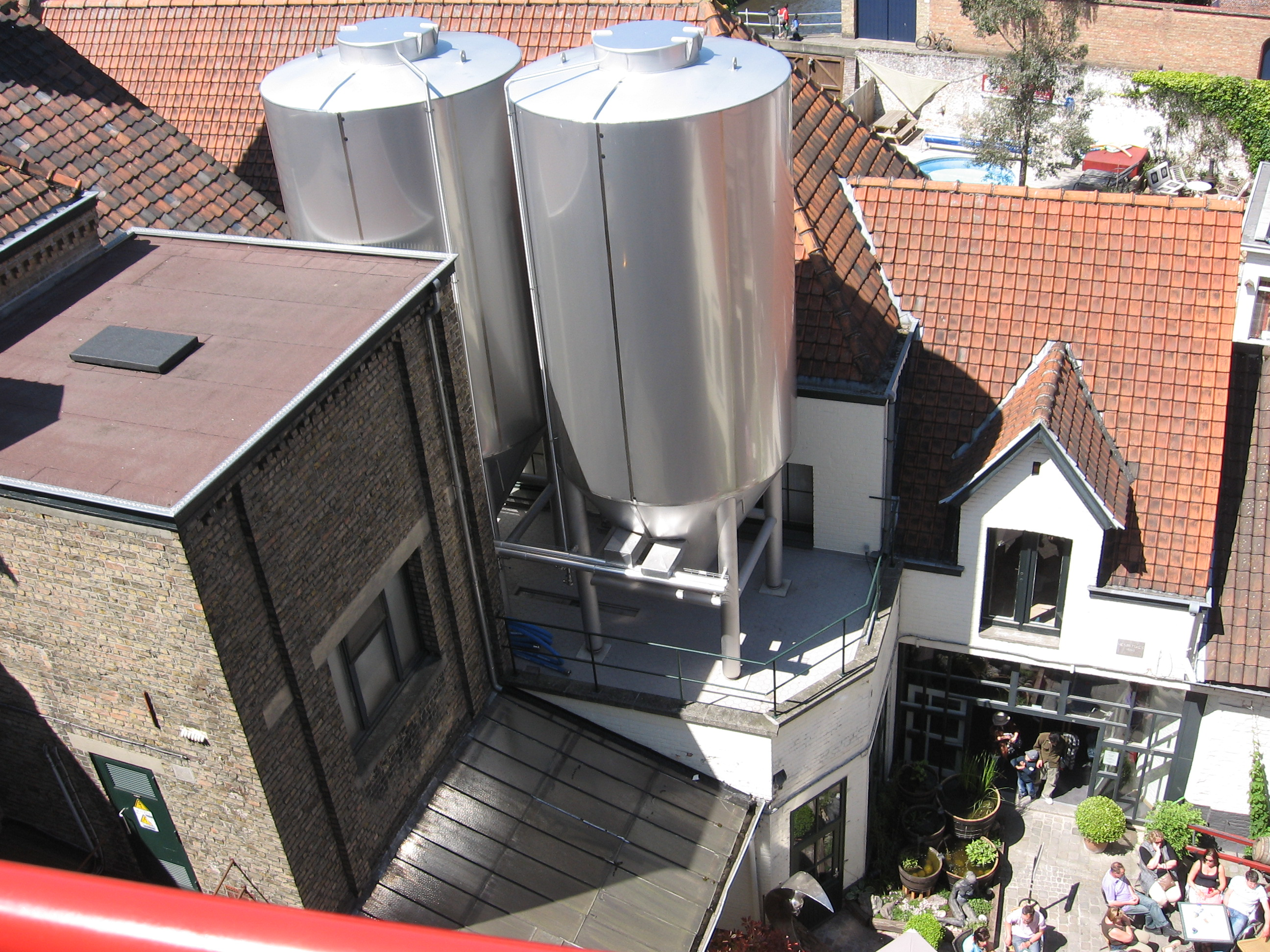
Lagertanks op het dak

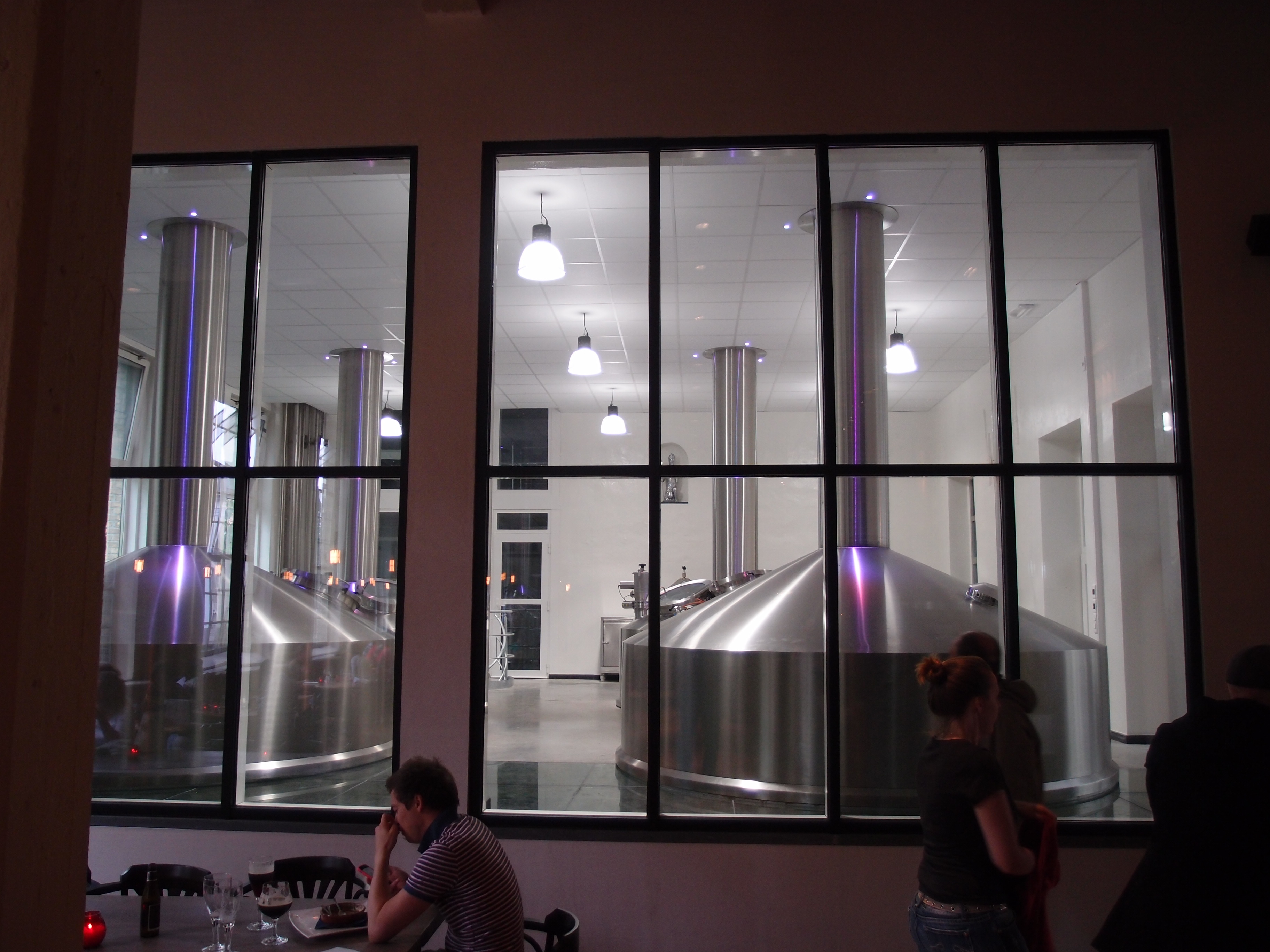
Brouwzaal

De Brouwerij De Halve Maan, ook bekend als Brouwerij Henri Maes, is een brouwerij, lange tijd een familiebedrijf,  gevestigd in de Belgische stad Brugge.

## Geschiedenis
Het stadsregister vermeldt reeds in 1564 het bestaan van een brouwerij Die Maene aan het Walplein.
In 1856 werd Henri (Leon) Maes eigenaar van het pand en met de steun van zijn oom, kanunnik Petrus-Johannes Maes, bouwde hij Die Maene uit tot een moderne brouwerij: De Halve Maan. Men brouwde toen op een ambachtelijke manier troebel en zurig bier van hoge gisting met een beperkte houdbaarheid. Dit werd al eeuwen zo gedaan. De productie en verdeling gebeurde ook alleen maar in tonnen.
Zonen Henri II en Achère namen na de dood van Henri I (1867) de brouwerij over. Henri II ging in volle industriële revolutie in Engeland de nieuwste technieken leren, om deze later in Brugge toe te passen. Zo werden bij De Halve Maan een mouterij en een eest opgetrokken en werden Engelse bieren zoals stout en pale ale gebrouwen. Vanaf 1883 nam de productie gestaag toe, nadat de broers hadden geïnvesteerd in een moderne stoomketel. In 1905 overleden Achère en Henri II echter op jonge leeftijd en hun weduwen zetten de brouwerij voort.
In 1919 nam Henri III de touwtjes in handen. Op dat moment was Duitsland toonaangevend op brouwkundig vlak, dus ging Henri daar extra brouwerskennis opdoen. Hij leerde er de bieren van lage gisting kennen en besloot om ook dergelijke bieren in Brugge te gaan brouwen. In 1928 investeerde hij hiertoe in nieuwe koelinstallaties. Hij lanceerde "Bock", een licht pilsbier, wat de verkoop gevoelig deed stijgen. Tijdens de jaren 1930 begon hij ook aandacht te schenken aan de nieuwste trends van softdrinks (cola en limonade) en waters. Van thuisbedeling met paard en kar maakte Henri III een specialiteit. In 1946 nam hij de naastliggende brouwerij Brugge Zeehaven over, wat grote verbouwingswerken mogelijk maakte. Dit was nodig voor de stijgende productie. Het complex kreeg toen ongeveer zijn huidige vorm, met een koelschip, een grote moutvloer en een eest naar Duits model.
In de jaren 1950 werd Henri IV ook in de brouwerij actief. De brouwerij kende een sterke groei, met thuisbedeling als grote troef. Het tafelbier en de "Domino"-limonades deden het toen erg goed. Men had een hele ploeg ter beschikking die met paard en kar en later met vrachtwagens in West-Vlaanderen dranken aan huis leverde. Tijdens de jaren 1970 veranderden de leefomstandigheden echter vrij drastisch, waardoor het sterktepunt van de brouwerij het zwaktepunt werd. Warenhuisketens werden steeds populairder, maar de brouwerij was te kleinschalig om daar te kunnen leveren.
In 1981 brouwde Henri IV, die ondertussen de hulp van zijn dochter Véronique had gekregen, een speciaal "straf" bier van hoge gisting naar aanleiding van de inhuldiging van een beeld van Sint Arnoldus, de patroonheilige van de brouwers, in Brugge. Het bier kreeg de naam "Straffe Hendrik", naar de verschillende generaties Henri Maes, en kende een groot succes. Tijdens de jaren 1980 vormde men de brouwerij om tot een huisbrouwerij, opengesteld voor het publiek. De voormalige bottelarijen en mouterij werden ingericht tot gelagzalen. Véronique Maes liet hierbij de industrieel archeologische site restaureren. Het merk en het handelsfonds van Straffe Hendrik werden in 1988 echter door Brouwerij Riva uit Dentergem overgenomen. De productie in Brugge werd sterk teruggeschroefd, om ze in 2002 uiteindelijk te beëindigen en in Dentergem voort te zetten.
Xavier Vanneste, zoon van Véronique Maes en de huidige bedrijfsleider, startte in 2005 de brouwerij opnieuw op na een grondige renovatie en modernisering van de brouwinstallatie. Het nieuwe bier Brugse Zot werd gelanceerd. Het bier viel onmiddellijk in de smaak, zowel in Brugge als ver daarbuiten. Na het winnen van verschillende prestigieuze kwaliteitsprijzen op het allerhoogste niveau voor het bier, en door de stijgende populariteit ervan, moest de brouwerij haar capaciteit al meerdere keren zwaar uitbreiden.
In 2005 verhuisde tevens het Brouwerijmuseum van de voormalige brouwerij De Gouden Boom, waarvan de gebouwen aan een projectontwikkelaar waren verkocht, naar de kelderverdieping van De Halve Maan.
Door het faillissement van Liefmans Breweries uit Dentergem in 2007 kwam het biermerk Brugse Straffe Hendrik tijdelijk in handen van Duvel-Moortgat. In 2008 sloot De Halve Maan een koopovereenkomst met Duvel-Moortgat voor het merk. De Halve Maan begon de Straffe Hendrik opnieuw te brouwen zoals dat oorspronkelijk werd gedaan: een tripel van 9%. Liefmans had van Straffe Hendrik namelijk een blonde en bruine versie van respectievelijk 6 en 8,5% gemaakt.

In het najaar van 2008 werd tevens het seizoensbier Brugse Bok voor het eerst gebrouwen. Vanaf september is dit bokbier telkens in beperkte hoeveelheid beschikbaar.
Sinds 2010 beschikt de brouwerij ook over een eigen bottelarij en logistiek centrum op het bedrijventerrein Waggelwater. De activiteiten die daar plaatsvinden werden voorheen uitbesteed aan een brouwerij uit Melle. Voor de nodige installaties werd de brouwerij Wolf in het Duitse Fuchsstadt overgenomen. Die werd ontmanteld, waarna de bottellijn en vatenlijn naar Brugge werden overgebracht. Ook werden zeven grote nieuwe tanks geplaatst, die samen 320.000 liter bier kunnen opslaan.
In het najaar van 2010 werd Straffe Hendrik Quadrupel gelanceerd, een zware versie van de tripel Straffe Hendrik, met een alcoholpercentage van 11%.
In 2019 werd de productie en commercialisatie van het witbier Brugs Tarwebier door de De Halve Maan overgenomen van Alken-Maes. Het bier werd oorspronkelijk gebrouwen door brouwerij De Gouden Boom. Het biermerk kwam in 2000 echter in handen van Alken-Maes, die de naam wijzigde in "Brugs". De productie van het bier werd na de overname van brouwerij De Gouden Boom door Brouwerij Palm in 2003 en de sluiting in 2004 verplaatst naar achtereenvolgens brouwerij Palm en Alken Maes. 
Na de overname van het bier stuurde De Halve Maan het recept opnieuw bij, meer in de richting van het origineel, en wijzigde de naam terug in "Brugs Tarwebier".

## Bierleiding

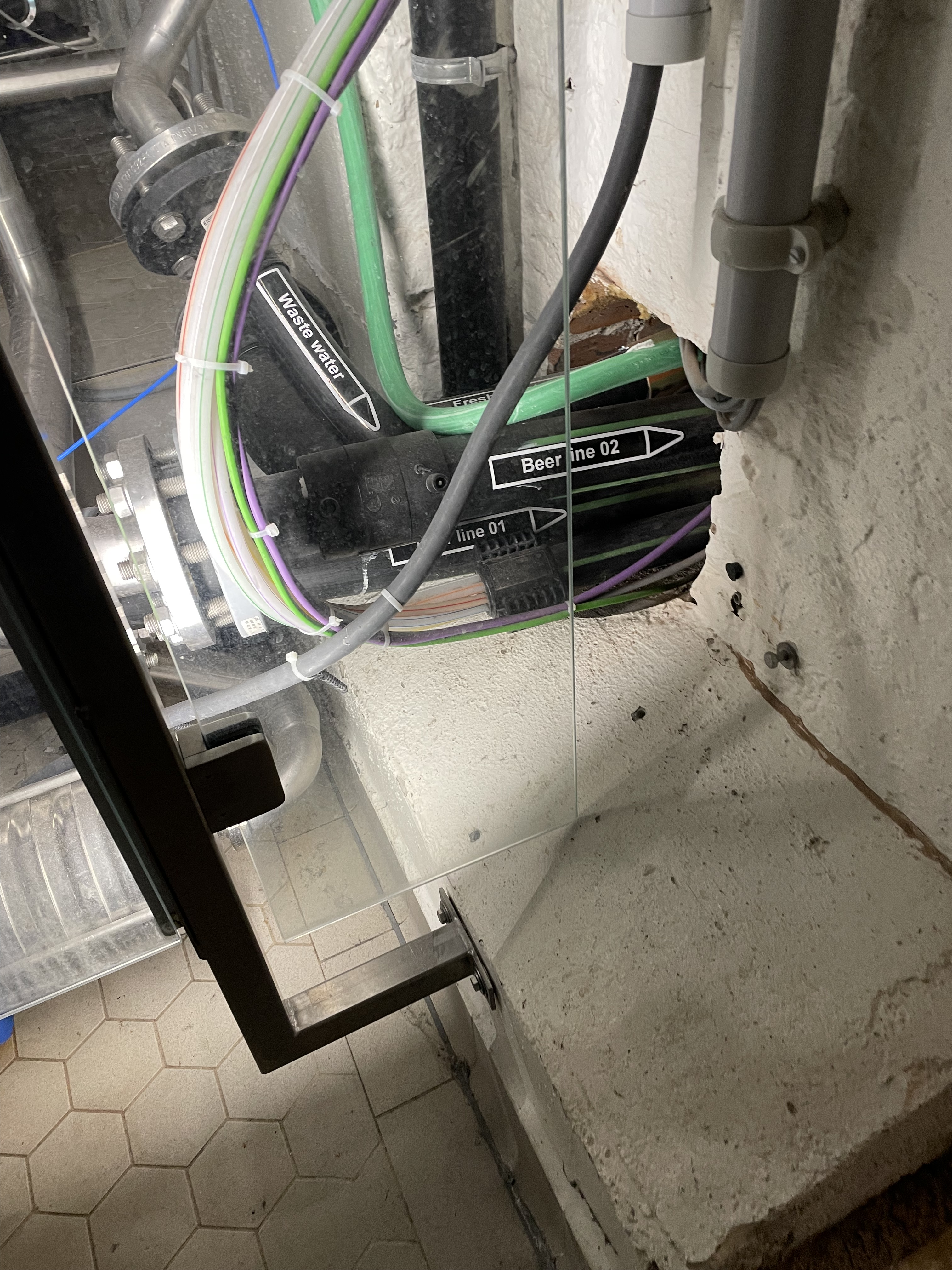
Bierleiding aan de brouwerijkant

In september 2016 nam de brouwerij een dubbele bierpijpleiding in gebruik die de brouwerij aan het Walplein verbindt met bottelarij in het Waggelwater. De leiding, die zowel Brugse Zot als Straffe Hendrik vervoert, is 3,2 km lang en zit op sommige plaatsen 34 meter diep onder de grond. Doel was het bannen van de vele tankwagens in de Brugse binnenstad, die samen zowat 5 miljoen liter vervoerden. De leiding wordt ook gebruikt om bronwater aan te voeren en afvalwater af te voeren.

## Bieren
Onderstaande bieren worden gebrouwen in deze brouwerij:

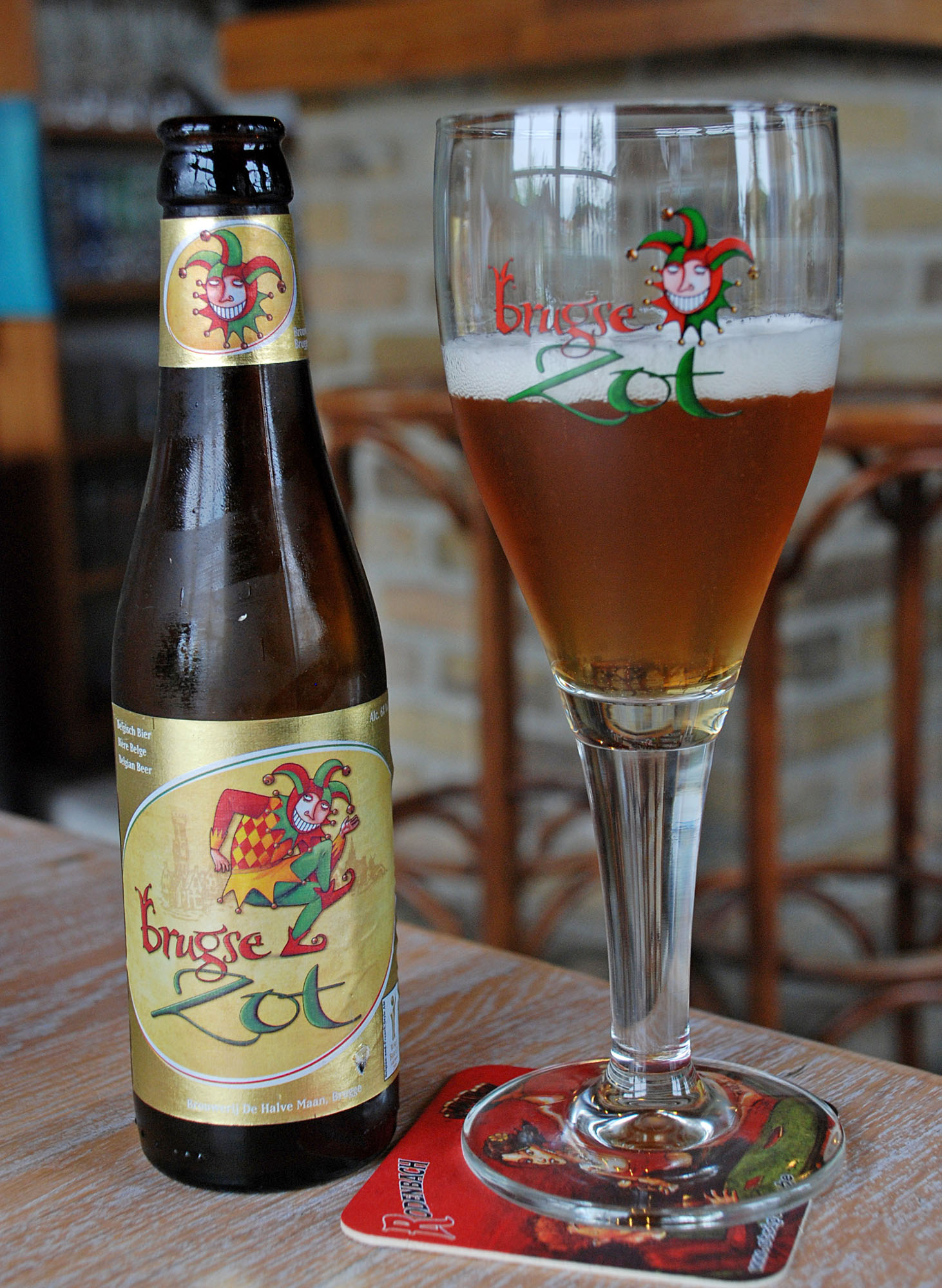
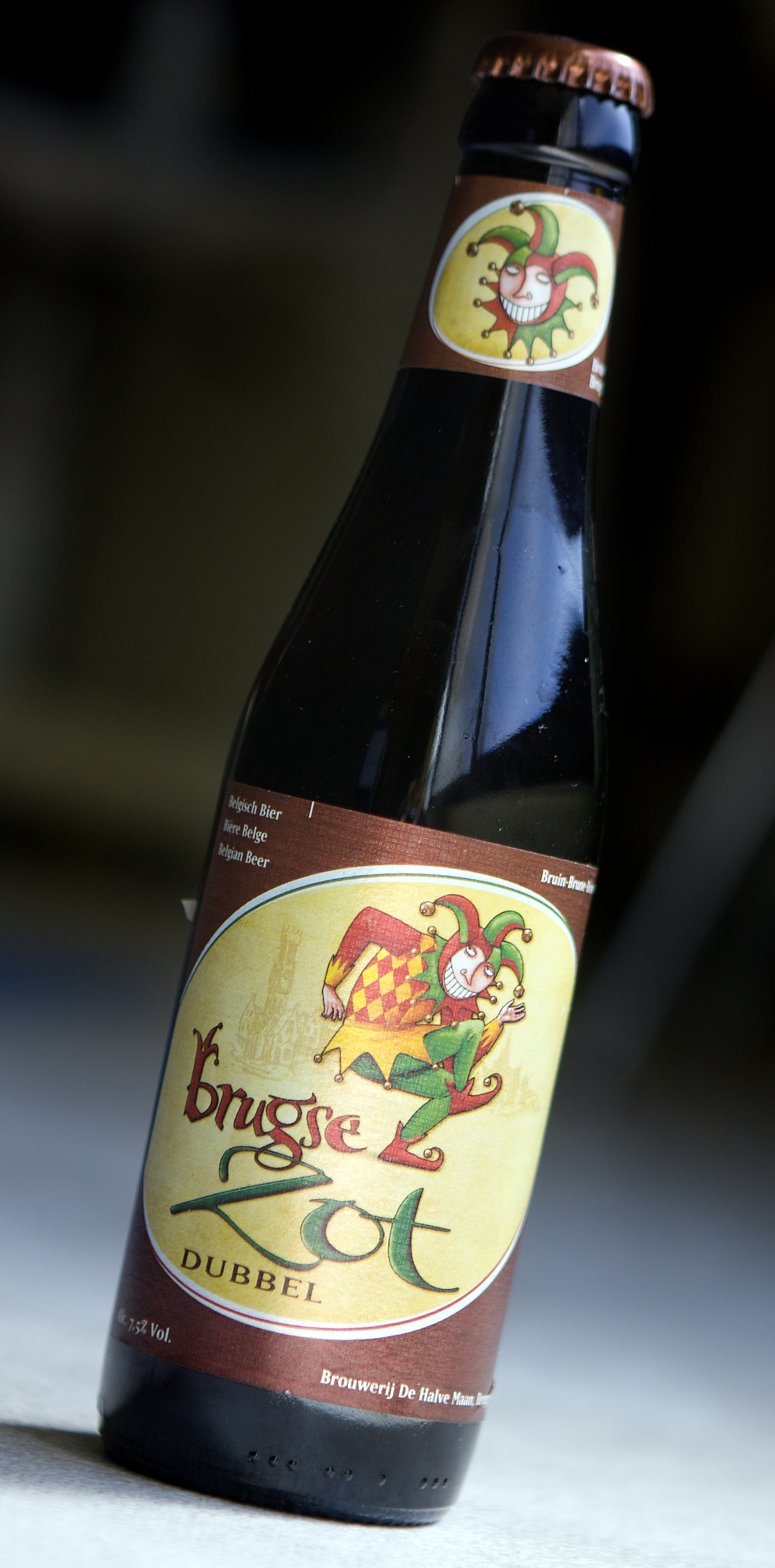
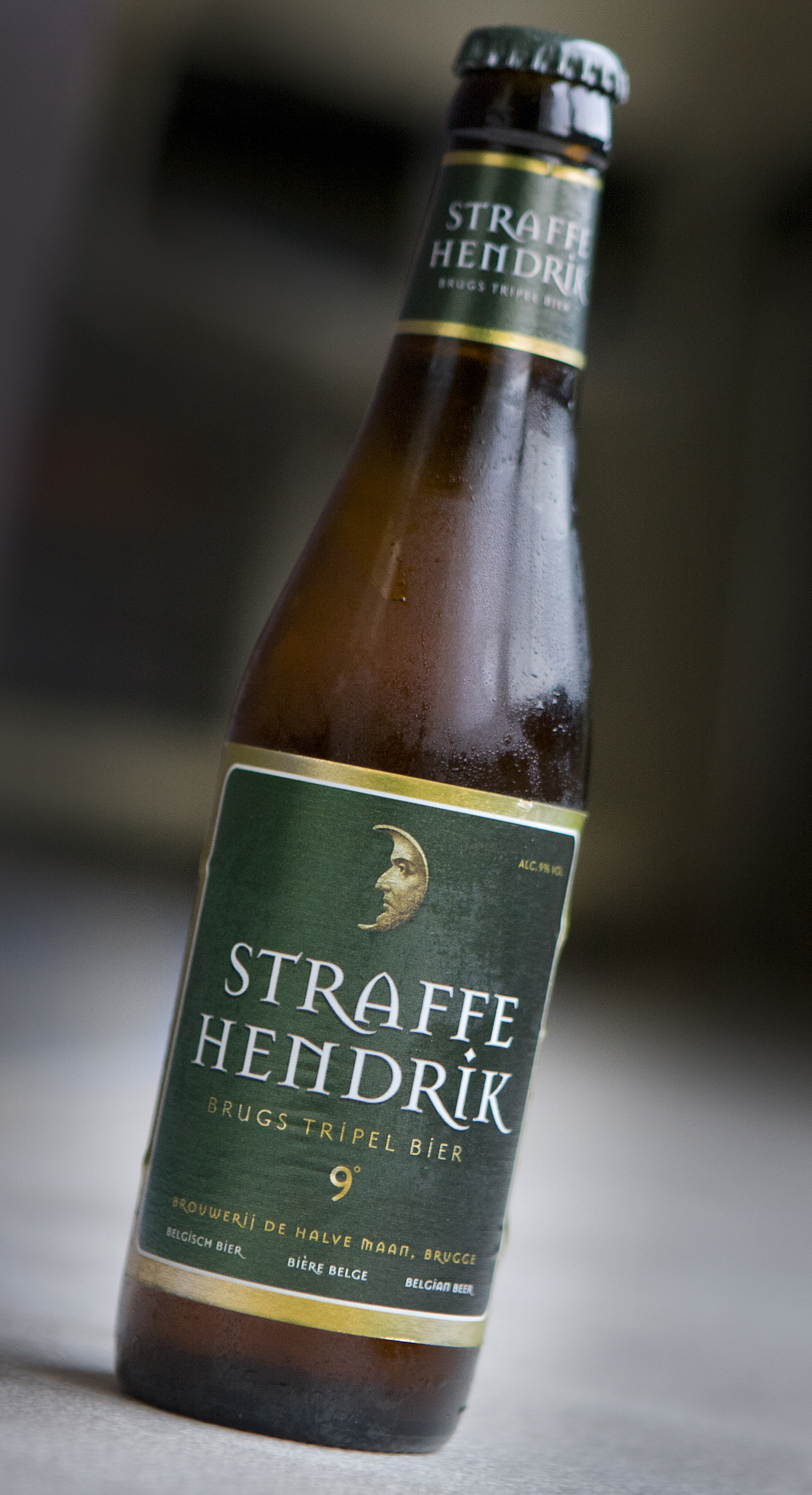
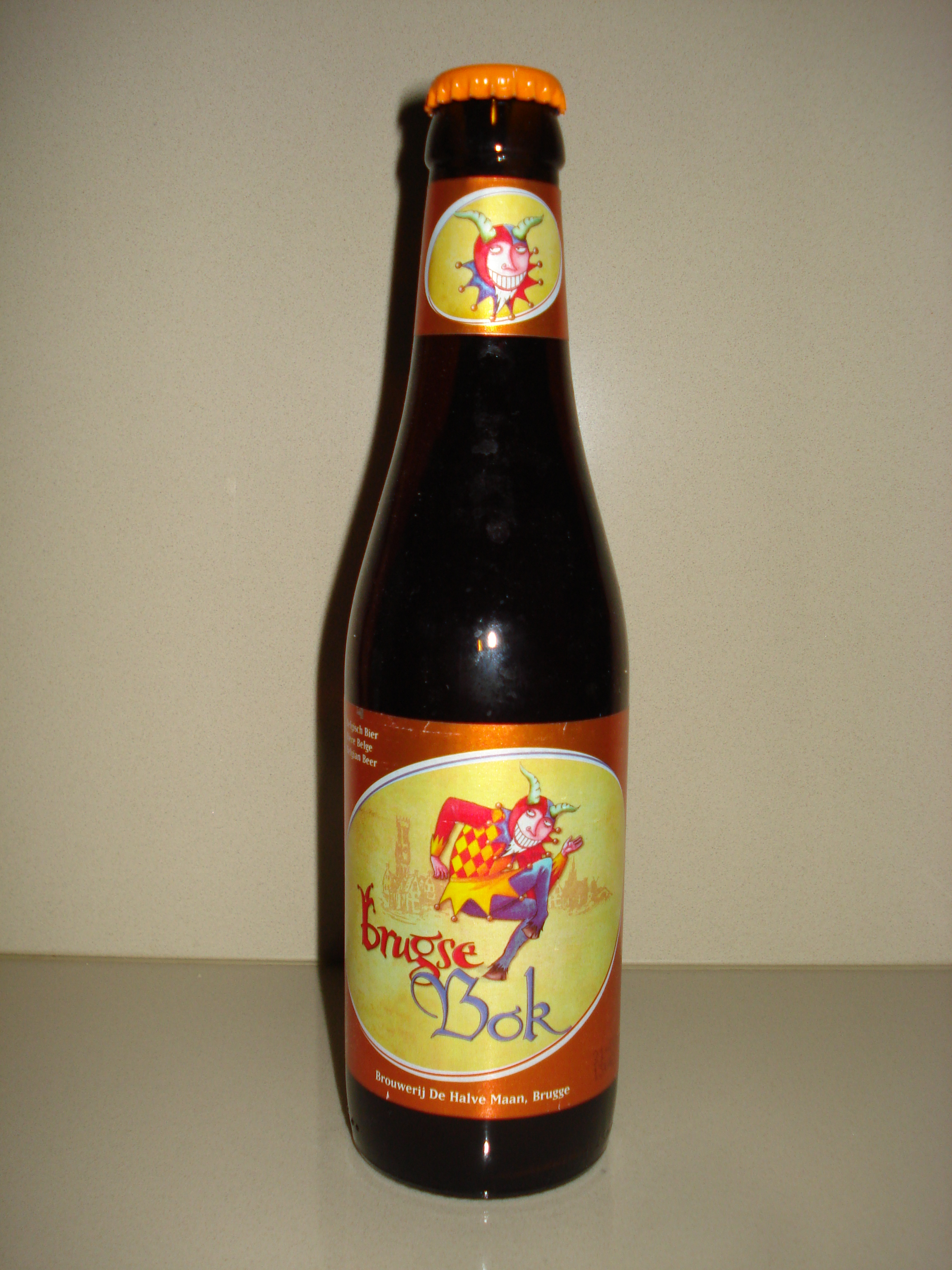

- Brugse Zot - 6%
- Brugse Zot Dubbel - 7,5%
- Sportzot - 0,4%
- Brugse Bok - 6,5%

- Straffe Hendrik - 9%
- Straffe Hendrik Quadrupel - 11%
- Straffe Hendrik Wild - 10%
- Straffe Hendrik Heritage - 11%

- Brugs Tarwebier - 5%